# ماجراهای پینوکیو (فیلم ۱۹۷۲)
«پینوکیو» (انگلیسی: The Adventures of Pinocchio) یک فیلم سینمایی ایتالیایی در ژانر فانتزی که در سال ۱۹۷۲ میلادی اکران شد.